# International Association for Lichenology
De International Association for Lichenology (IAL) is een organisatie die zich richt op de internationale promotie van de lichenologie en het behoud van korstmossen. Iedereen die is geïnteresseerd in lichenologie, kan lid worden van de organisatie. De IAL organiseert symposia en excursies in het veld. Iedere vier jaar wordt er een internationaal symposium georganiseerd. Tweemaal per jaar verschijnt de International Lichenological Newsletter, een nieuwsbrief. 
De IAL reikt meerdere onderscheidingen uit. De naar Erik Acharius vernoemde Acharius Medal is bestemd voor personen vanwege hun levenslange verdiensten voor de lichenologie. Tot de ontvangers behoren David Hawksworth (2002) en Irwin Brodo (1994). De Mason Hale Award wordt toegekend aan jonge lichenologen vanwege uitmuntende prestaties als resultaat van promotieonderzoek en vergelijkbare studies. De Sylvia Sharnoff Education Award is bestemd voor educatieve websites in elke taal van een hoog niveau met betrekking tot korstmossen. Deze websites moeten het werk zijn van studenten of scholen op pre-universitair, universitair of promovendus-niveau. 